# Lucy (filme)
Lucy é um filme de ação e ficção científica francês de 2014, escrito e dirigido por Luc Besson e produzido por Virginie Besson-Silla. Teve sua premiere nos Estados Unidos em 25 de julho de 2014. O filme foi filmado em Taipé, Paris e Nova Iorque. É estrelado por Scarlett Johansson, como a personagem-título, juntamente com Morgan Freeman, como o Professor Norman. No dia 12 de novembro, Lucy arrecadou mais de 400 milhões em bilheteria, contra seu orçamento modesto de 40 milhões de dólares, se tornando um enorme sucesso financeiro. Lucy foi distribuído pela EuropaCorp na França, enquanto a Universal Pictures ficou responsável pela distribuição mundial do filme.
O filme recebeu majoritariamente críticas positivas pelo desempenho de Scarlett Johansson, que interpreta uma mulher que ganha habilidades psicocinéticas quando uma droga psicodélica nootropica é absorvida em sua corrente sanguínea. O filme também recebeu elogios por seus efeitos especiais e as cenas de ação, mas foi muito criticado pelo "mito do uso de 10% do cérebro" e da tese de que a plena capacidade cerebral de um individuo, resultaria em poderes e habilidades sobre-humanas.

## Enredo
O filme é ambientado em um mundo aparentemente dominado pela máfia, gangues de rua, viciados em drogas e policiais corruptos. Lucy é uma mulher americana de 25 anos que vive e estuda em Taipé, Taiwan. Lá, tempos depois, ela é obrigada a agir como "mula" de drogas de um homem com quem se relacionava havia pouco mais de uma semana, e cujo empregador é um chefe da máfia coreana e senhor de drogas, chamado Jang. Lucy, sem tempo de reagir, é algemada à uma maleta e forçada a entregar a tal maleta para o Sr. Jang. Em seu interior há uma nova droga sintética chamada CPH4. Depois de ver seu "namorado" ser morto a tiros, ela é capturada, e um saco com a tal droga é cirurgicamente implantado em seu abdômen, e em mais outras três "mulas", que também vão transportar a droga para comercialização na Europa. Enquanto Lucy está em cativeiro, um de seus raptores tenta abusar dela, o que ela prontamente recusa. Enraivecido, o homem lhe dá um soco e depois chuta seu estômago quando ela cai no chão. Após três chutes, o saco com a droga acaba por se rasgar e libera parte de seu conteúdo no corpo de Lucy. Como resultado, ela gradativamente começa a adquirir capacidades físicas e mentais cada vez mais elevadas, como telepatia, telecinese, eletrocinese, absorção instantânea de conhecimento, capacidade de, aparentemente, fazer com que sua mente (ou consciência) viaje no tempo e, inclusive, a opção de não sentir dor ou outros desconfortos físicos ou emocionais, além de outras habilidades. Logo depois de adquirir os poderes ela mata seus raptores e foge.
Ao fugir do cativeiro, Lucy pega um táxi e acaba chegando no Hospital Geral Tri-Service, para que assim possam remover a bolsa de drogas de seu abdômen. O saco é removido com êxito, no entanto o médico conta a Lucy sobre o funcionamento e sobre a natureza volátil da droga, com base em uma substância que os fetos recebem durante o desenvolvimento no pré-natal, e seus efeitos colaterais destrutivos. Sentindo suas crescentes capacidades físicas e mentais cada vez maiores, Lucy retorna para o hotel do Sr. Jang, mata seus guarda-costas, e telepaticamente extrai de Jang a localização de todas as outras três mulas.
Em seu apartamento, Lucy começa a pesquisar na internet sobre sua condição e, durante suas pesquisas, ele acaba encontrando o contato de um cientista e médico conhecido como Prof. Samuel Norman, cuja pesquisa pode ser a chave para salvá-la. Depois de Lucy falar com o professor e fornecer as provas claras de suas habilidades recém-desenvolvidas, ela voa para Paris e entra em contato com o capitão da polícia local, Pierre Del Rio, para ajudá-la a encontrar os outros três pacotes da droga restantes. Durante a viagem de avião, seu corpo começa a se desintegrar quando suas células se desestabilizam depois de um simples gole de champanhe, o que tornou seu corpo inóspito para a reprodução celular. Somente consumindo mais CPH4 é que ela será capaz de impedir sua total desintegração. Seus poderes continuam a crescer, deixando-a capaz de incapacitar telepaticamente policiais armados e membros da quadrilha de traficantes da Coreia. Com a ajuda de Del Rio, Lucy recupera a droga e corre ao encontro do professor Norman, com quem ela se compromete a compartilhar tudo o que sabe até agora, depois que ele ressalta que o principal ponto da vida é transmitir conhecimento. Jang e a máfia também querem a droga e um tiroteio contra a polícia francesa se segue.
No laboratório da universidade onde Norman trabalha, Lucy discute a natureza do tempo e da vida e como a humanidade das pessoas distorce suas percepções. Por sua própria insistência, o conteúdo das outras três bolsas restantes é injetado nela por via venosa. Seu corpo começa, então, a se metamorfosear em uma substância negra que gradativamente se espalha sobre os computadores e todos os outros objetos do laboratório em busca de matéria e energia. Nesse ponto Lucy pretende transformá-los em uma forma não convencional da próxima geração de supercomputadores que irá conter todo o seu conhecimento sobre o universo. Nesse momento, sua consciência começa uma viagem através do espaço-tempo em direção ao passado, e acaba se encontrando com a ancestral mais antiga da humanidade, implícita como sendo Lucy, e toca a ponta de seu dedo indicador com ela. Enquanto isso, no laboratório, depois de uma arma anti-tanque M136 AT4 destruir a porta de entrada da sala, Sr. Jang entra e aponta uma arma para a cabeça de Lucy, com a clara intenção de matá-la. Ele atira, mas em um instante antes das balas penetrarem sua cabeça, Lucy atinge os 100% de sua capacidade cerebral e desaparece dentro do continuum espaço-tempo, onde, anteriormente, ela havia explicado que tudo que está conectado e existe, só é comprovado através do tempo. Apenas as roupas dela e o estranho supercomputador preto são deixados para trás. Del Rio entra e dispara contra Jang, atingindo-o fatalmente. Logo em seguida, o professor Norman recebe um pen drive preto, oferecido pelo avançado supercomputador criado pelo corpo de Lucy antes desse se desintegrar em pó. Del Rio pergunta ao Professor Norman onde Lucy está. Imediatamente após a pergunta, o telefone celular de Del Rio toca e nele uma mensagem de texto que diz: "Eu estou em toda parte". Após isso a voz de Lucy é ouvida dizendo: "A vida nos foi dada um bilhão de anos atrás. Agora você sabe o que fazer com ela."

## Elenco
- Scarlett Johansson como Lucy, uma mula de drogas que é acidentalmente infectada com uma droga que melhora suas habilidades; Angelina Jolie foi originalmente escalada como Lucy, mas desistiu do papel antes das filmagens.[10][11][12]
- Morgan Freeman como Professor Samuel Norman
- Choi Min-sik como Jang[13]
- Amr Waked como Pierre Del Rio[14]
- Pilou Asbaek[15] como Richard
- Analeigh Tipton[16] como Caroline
- Mason Lee[17]
- Frédéric Chau[15]
- Claire Tran[15]
- Christophe Tek[15]
- Jan Oliver Schroeder[15]
- Yvonne Gradelet[15]
- Paul Chan[15]
- Michél Raingeval[15]

## Dubladores no Brasil
- Estúdio de dublagem: Delart[18]
- Direção de Dublagem: Andrea Murucci[18]
- Cliente: Universal[18]
- Tradução: Pavlos Euthymiou[18]
- Técnico(s) de Gravação: Léo Santos e Rodrigo Oliveira[18]

Elenco
- Lucy: Fernanda Baronne[18]
- Norman: Márcio Simões[18]
- Pierre del Rio: Alexandre Moreno[18]
- Richard: Reginaldo Primo[18]
- The Limey: Helio Ribeiro[18]
- Caroline: Mariana Torres[18]
- Mãe da Lucy: Lina Rossana[18]
- Tradutor: Samir Murad[18]
- Cirurgião: Julio Chaves[18]
- Concierge: Sérgio Muniz[18]

## Produção
As filmagens começaram em setembro de 2013, em Paris, em sua maior parte na Cité du Cinéma, uma novo megaestudio localizado na periferia de Paris.
Lucy foi o segundo maior filme francês em orçamento de produção para o ano de 2013 com uma estimativa de 49 milhões de euros. É também uma das maiores produções para EuropaCorp, a empresa fundada por Luc Besson em 2000. De acordo com o CEO da EuropaCorp Christophe Lambert, este filme teve o maior orçamento da história do estúdio. Ele também afirmou que Luc Besson nunca tinha colocado tantos efeitos especiais em um filme.
Em 5 de setembro, algumas cenas foram filmadas nas falésias de Étretat, no norte da França. As filmagens em Taipé, Taiwan começaram em 21 de outubro e duraram 11 dias. Um dos locais filmados foi a Taipei 101, um dos arranha-céus mais altos do mundo. Imagens selecionadas foram filmadas com câmeras IMAX.
Em 23 de outubro, o The Hollywood Reporter afirmou que Luc Besson ficou furioso durante as filmagens do filme pois muitos fotógrafos atrapalhavam os trabalhos naquele dia. Circularam rumores de que Besson estava tão frustrado com as interrupções constantes que ele considerava deixar Taipé para filmar em outro lugar. Repórteres se reuniram na cidade um dia depois que ele terminou de filmar as partes de Taiwan, Besson criticou a mídia. "Nós não queremos imagens com novos vestidos de Scarlett", disse ele. "Em algum momento eu perdi um pouco da minha concentração, porque tive que me preocupar com isso também [...] Filmar à noite foi um pesadelo por causa de invasões constantes de paparazzi", disse ele.

## Lançamento
Em 2 de abril de 2014, o primeiro trailer de Lucy foi lançado. Um trecho dos bastidores do filme foi lançado em 10 de julho. Em 25 de julho, o filme estreou em 3,172 cinemas nos Estados Unidos.

### Resposta da crítica
Lucy foi recebido com críticas mistas e polarizadas, com o sentimento sendo, em grande parte, que o filme é bobo, mas divertido. Na revisão do site Rotten Tomatoes, o filme tem uma pontuação de 66%, com base em 192 comentários, com uma nota média de 6,00/10 sob o seguinte consenso crítico: "Entusiasmada e boba, Lucy supera as lacunas lógicas do filme com emoções cafonas, embora conte com o charme de Scarlett Johansson - que faz 'salvar' o filme". Na revisão do Metacritic, Lucy possui a pontuação 61/100, com base em 40 comentários, indicando "críticas geralmente positivas". O público ouvido pela CinemaScore deu ao filme uma nota "C+", em uma escala de "A+" a "F".
Lucy foi comparado a vários filmes; exemplos comuns incluem Akira, 2001: A Space Odyssey, Matrix, A Árvore da Vida, Transcendence, e especialmente Sem Limites. Besson também comparou o filme, afirmando que ele pretendia que a primeira parte fosse como Léon: The Professional (que ele escreveu e dirigiu também), a segunda parte fosse como Inception e a terceira parte fosse como 2001: A Space Odyssey. Comparando poderes de Lucy aos personagens Professor X, Doctor Who, Doctor Manhattan, Galactus, Deus de Bruce Almighty, Feiticeira Escarlate, e Tetsuo de Akira, Jordan Smith de Hollywood.com afirmou que "Lucy pode ser a personagem de filme mais poderosa já criada", mas os poderes de Tetsuo indicavam que possam corresponder aos dela.

### Bilheteria
Em 27 de julho, Lucy tinha arrecadado US$ 44 milhões e ficou à frente dos filmes Hércules, em segundo com US$ 29 milhões e Dawn of the Planet of the Apes, que havia liderado as bilheterias nos dois últimos fins de semana, e terminou em terceiro com US$ 16,4 milhões.
Lucy arrecadou US$ 126,7 milhões na América do Norte e US$ 336,7 milhões em outros territórios, totalizando US$ 463,4 milhões em todo o mundo, contra um orçamento de US$ 40 milhões. O filme acumulou mundialmente o equivalente cerca de onze vezes seu orçamento de quarenta milhões, se tornando um extremo sucesso de bilheteria.

## Sequência
Em abril de 2014 numa entrevista a WonderCon, Besson foi questionado sobre a possibilidade de uma sequência de Lucy e declarou: "Com Lucy, você vai ver o final do filme. Eu não sei como podemos fazer uma sequência, mas se o filme é enorme, então eu vou pensar sobre isso". Em agosto, ao promover o filme em Taipei, onde as cenas foram filmadas, Besson ainda comentou sobre a possibilidade de uma sequência: "Eu não sei como podemos fazer uma. Não foi feito para isso. Se eu encontrar algo bom o suficiente, talvez sim, mas até agora eu nem sequer pensei nisso". Em 26 de junho de 2015, foi anunciado que uma sequência está em desenvolvimento. Em outubro de 2017, houve rumores de que Besson havia concluído o roteiro, mas em 5 de outubro ele anunciou oficialmente em sua página no Facebook que não estava trabalhando em uma sequência para Lucy.

## Romance Gráfico
A jornalista Nikki Finke de Hollywood relatou em 26 de julho de 2014 em um post em seu blog sobre a indústria cinematográfica que: "Em agosto, o romance gráfico Lucy será lançado com quatro capítulos aparecendo online todos os dias durante uma semana". Atualmente a adaptação para história em quadrinhos está disponível no site oficial do filme. A história se passa horas antes do final do filme, onde Lucy descobre novos poderes à medida que sua capacidade cerebral aumenta.